# مهتاب‌لی
مهتاب‌لی (به ترکی آذربایجانی: Maytablı) یک منطقهٔ مسکونی در جمهوری آذربایجان است که در شهرستان شابران واقع شده‌است.